# ألفرد وليامز كارتر
ألفرد وليامز كارتر هو عسكري كندي، ولد في 29 أبريل 1894، وتوفي في 17 ديسمبر 1986 في فانكوفر في كندا.